# Colonia Progreso, San Luis Potosí
Colonia Progreso är en ort i Mexiko.   Den ligger i kommunen Mexquitic de Carmona och delstaten San Luis Potosí, i den centrala delen av landet, 400 km nordväst om huvudstaden Mexico City. Colonia Progreso ligger 1 841 meter över havet och antalet invånare är 291.
Terrängen runt Colonia Progreso är huvudsakligen platt, men västerut är den kuperad. Runt Colonia Progreso är det tätbefolkat, med 570 invånare per kvadratkilometer. Närmaste större samhälle är Soledad de Graciano Sánchez, 19,8 km söder om Colonia Progreso. Omgivningarna runt Colonia Progreso är i huvudsak ett öppet busklandskap.